# Serge Hefez
Serge Hefez, né le 11 février 1955 à Alexandrie en Égypte, est un psychiatre et psychanalyste français à l'Hôpital Pitié-Salpêtrière, praticien attaché à plein temps en tant que docteur en psychiatrie de l'enfant et de l'adolescent non sectorisée (l'activité dite « non sectorisée » s'adresse à l'ensemble de la population, ici, des enfants et des adolescents). 

## Biographie
Serge Hefez, né Serge-Samuel Hefes à Alexandrie, mais sa famille, juive d'origine, doit quitter l'Égypte en 1957. Il devient médecin et psychiatre des hôpitaux. Il exerce comme psychanalyste et thérapeute familial et conjugal. Responsable de l’Unité de thérapie familiale dans le service de psychiatrie de l’enfant et de l’adolescent à l’hôpital de la Pitié-Salpêtrière à Paris, il est également praticien hospitalier à temps partiel au Groupe hospitalier universitaire Paris psychiatrie & neurosciences (GHU PARIS) où il dirige ESPAS, une unité de soutien psychologique pour les personnes concernées par le sida ou les problématiques liées à la transidentité. Il est aussi spécialiste des questions liées à la toxicomanie.
Il participe aux activités du MLAC (Mouvement pour la liberté de l'avortement et de la contraception) au début de ses études de médecine en 1973 jusqu'au vote de la Loi Veil en 1975. Dans ces années là, il est actif dans la communauté homosexuelle, il joue dans le film Race d'Ep de Lionel Soukaz et participe au comité de rédaction du magazine Le Gai Pied. Très impliqué dans la lutte contre le Sida, il présente l'émission Ruban rouge sur France 5 en 1995 et 1996. Ainsi, dans une tribune de Libération, il préconise de fournir aux toxicomanes dans les prisons, de l'eau de Javel et du matériel stérile d'injection pour éviter la propagation du sida.
Il intervient dans de nombreux colloques nationaux et internationaux sur les problématiques du couple et de la famille. En collaboration avec le magazine Libération, il a créé le blog « Familles, je vous haime » consacré à l’analyse de l’actualité sociale et ses répercussions sur les relations humaines.
Dans La Sarkose obsessionnelle, paru un an après l'élection présidentielle de 2007, il analyse le narcissisme de la société française à travers celui de Nicolas Sarkozy,.
Il a publié Dans le cœur des hommes, étude sur l’identité masculine qui a obtenu le Prix Psychologies-Fnac 2009, et en 2012 un essai sur les questions de genre, Le Nouvel ordre sexuel : pourquoi devient-on garçon ou fille ? Dans son ouvrage : Transitions, Réinventer le genre paru en 2020, il analyse en quoi l'axe binaire, homme/femme, actif/passif ne suffit plus à organiser nos trajectoires et nos identités dans un contexte où Internet offre, aujourd'hui, l'occasion d'échanges sur des forums à propos de l'histoire de chacun : « Les questionnements sur le genre sont devenus omniprésents dans nos sociétés ».
Depuis 2014, il reçoit des familles et des jeunes confrontés à la radicalisation islamiste en liaison avec la Préfecture de Paris dans son Unité de la Pitié Salpétrière et il supervise l’équipe du Centre de prévention des dérives sectaires liées à l’Islam dirigé par Dounia Bouzar. Leur ouvrage « Je rêvais d’un autre monde, la folie adolescente au temps de Daesh » est paru en février 2017 chez Stock.
Depuis 2016, il a ouvert avec l'équipe d'ESPAS une consultation spécialisée destinée aux jeunes en transition de genre.
Serge Hefez est l’auteur de plusieurs séries documentaires pour la télévision dont Psyché et Accro sur France 5 (nommé aux 7 d'or 2001). Il  a été chroniqueur au Journal de la santé et dans l’émission Les Maternelles sur France 5. Il intervient régulièrement dans la presse écrite et audiovisuelle. Il a décrypté toutes les semaines l’actualité sur son blog du journal Libération et a animé pendant plus d’un an l’émission Familles hebdo sur Parenthèse Radio.
Il a été producteur à France Culture, et chroniqueur à France Inter où il a participé tous les mercredis à l’émission Service public animée par Guillaume Erner. Il a également animé une chronique dans Le Grand 8 (D8).
En 2013 il tient le rôle du psychiatre dans le film de François Ozon Jeune et Jolie.
En 2021 il est engagé comme consultant sur la deuxième saison de la série d'Arte En thérapie par les réalisateurs Olivier Nakache et Eric Toledano.
En 2023, il est nommé par la ministre des Solidarités, Aurore Bergé, co-président d'une commission sur la parentalité censée répondre à la crise mise au jour par les émeutes consécutives à la mort de Nahel Merzouk. Les mesures évoquées par Aurore Bergé incluent, initialement, « des travaux d’intérêt général pour les parents défaillants, le paiement d’une contribution financière pour les parents d’enfants coupables de dégradations auprès d’une association de victimes et une amende pour les parents ne se présentant pas aux audiences qui concernent leurs enfants ». Serge Hefez, de son côté, affirmait (le dimanche 10-12-2023 sur FranceInfo) « On va aller dans le sens du soutien » des « familles en difficulté plutôt que dans le sens de surveiller et punir ».
Du 18 au 22 novembre 2024, une semaine d'entretiens - série « Serge Hefez, un psy de notre temps » - lui est consacrée sur France Culture dans l'émission « À voix nue ».

## Publications
- Sida et vie psychique : approche clinique et prise en charge, Paris, La Découverte, 1996.
- La Danse du couple, avec Danièle Laufer, Paris, Hachette Littératures, 2002, rééd : 2005, 2010, 2012, 2014
- Quand la famille s'emmêle, Paris, Hachette Littératures, 2004.
- Un écran de fumée : le cannabis dans la famille, avec Béatrice Bantman, Paris, Hachette Littératures, 2005.
- Les Nouveaux ados, avec Marcel Rufo, Philippe Jeammet, Patrice Huerre et Daniel Marcelli, Paris, Bayard, 2006.
- Jean-Clair Bouley, Patrick Chaltiel, Didier Destal, Serge Hefez, Élida Romano et Françoise Rougeul, La famille adolescente : Conversations thérapeutiques, Toulouse, éditions Érès, coll. « Relations », 7 septembre 2006, 212 p. (ISBN 978-2-7492-0655-4).
- Dans le cœur des hommes, Paris, Hachette Littératures, 2007, prix Psychologies-Fnac 2009.
- La Sarkose obsessionnelle, Paris, Hachette Littératures, 2008.
- Antimanuel de psychologie : toi, moi… et l'amour, avec Valérie Péronnet, Paris, Bréal, 2009.
- Pourquoi je suis devenu psy, Paris, Bayard, 2010.
- Scènes de la vie conjugale, Paris, Fayard, 2010.
- Toi, moi... et l'amour !, Bréal, 2011
- Quand la famille s'emmêle, Gallimard Pluriel, 2011.
- C'est quoi être amoureux, Paris, Bayard Jeunesse, 2011.
- Les nouveaux parents avec Jean-Claude Kaufmann et Noëlle Châtelet, Paris, Bayard, 2012.
- Le nouvel ordre sexuel, Kero, 2012.
- La fabrique de la famille, Kero, 2016.
- Je rêvais d'un autre monde avec Dounia Bouzar, Stock, 2017.
- D'où je viens : le petit livre pour parler de la famille, Bayard jeunesse, 2019.
- La fabrique de la famille : psychanalyse, thérapie familiale et homoparentalité dans Les défis des familles d'aujourd'hui, De Boeck Supérieur, 2020.
- Transitions : réinventer le genre, Calmann-Lévy, 2020.
- C'est quoi l'amour ? : le petit livre pour parler de l'amour et des amoureux, Serge Hefez avec Florence Lotthé-glaser et Emmanuelle Teyras, Bayard Jeunesse, 2020.
- Quête d'identité et transitions de genre à l'adolescence, entretien avec Cécile Guéret, 2022.
- Préface du Cycle de vie des familles contemporaines sous la direction de Sébastien Dupont, Érès, 2022.
- Questions de genre : un dialogue entre Laurie Laufer et Serge Hefez, D'Ithaque éditions, 2022.
- C'est quoi la différence entre genre et sexe ?, Serge Hefez avec Odile Amblard et Lucy Macaroni, Bayard Jeunesse, 2023.
- Le petit livre pour parler des maladies des petits et des grands, Serge Hefez avec Stéphanie Duval et Olivier Latyk, Bayard Jeunesse, 2024.

Voir aussi : « Publications de Serge Hefez » sur Cairn.info.